# رينير دي ريدر
رينير دي ريدر (بالهولندية: Reinier de Ridder؛ مواليد 7 سبتمبر 1990) هو مُقاتل فنون قتالية مختلطة هولندي مُحترف. يُنافس حاليًا في فئة الوزن المتوسط في يو إف سي. سبق له أن شارك في بطولة ون، حيث فاز بلقب بطولة العالم للوزن المتوسط وبطولة العالم لوزن خفيف الثقيل هناك. كان دي ريدر ثالث بطل في فئتين في تاريخ بطولة ون، بعد أن حمل حزامي الوزن المتوسط وخفيف الثقيل معًا. اعتبارًا من 29 يوليو 2025، يحتل المركز 5 في تصنيفات يو إف سي للوزن المتوسط.

## الخلفية
بدأ رينير دي ريدر ممارسة الجودو في السادسة من عمره، وحصل على الحزام الأسود في مراهقته. بعد تخرجه من المدرسة الثانوية، بدأ التدرب على الجيو جيتسو البرازيلية أثناء دراسته الجامعية، وحصل على الحزام الأسود. يمتلك أيضًا عيادة للعلاج الطبيعي في بريدا، حيث يجمع بين ساعات عمله وساعات تدريبه.

## المسيرة في التماسك بالأيدي
فاز دي ريدر بالميدالية الفضية في بطولة أوروبا للجوجيتسو في عام 2016.
عاد دي ريدر إلى منافسات مصارعة الإخضاع في حدث ون: إكس في 26 مارس 2022 ضد أندريه جالفاو. استمر النزال حتى النهاية وبما أن المنظمة لم تستخدم حكامًا لنزالات مصارعة الإخضاع الخاصة بهم في ذلك الوقت، فقد تم إعلانها تعادل.
واجه دي ريدر تاي روتولو في نزال مصارعة إخضاع في حدث ليلة قتال ون 10 في 5 مايو 2023. خسر النزال بقرار مُتقارب.

## المسيرة في

### البدايات
خاض دي ريدر أول نزال له كهاوٍ في عام 2013، وفاز بالإخضاع في الجولة الأولى، قبل أن يخوض أول نزال له كمحترف في الفنون القتالية المختلطة في وقت لاحق من ذلك العام، وفاز بخنق المثلث في الجولة الأولى. حقق رينير سلسلة من سبع انتصارات متتالية، وانتهت جميع نزالاته بالإيقاف. بعد هذه السلسلة من الانتصارات، حصل رينير على فرصة للقتال على حزام بطولة هيت للوزن المتوسط في، وفاز به عن طريق الخنق الخلفي في الجولة الأولى. بعد فوزه في نزاله التالي في أقل من دقيقتين، تلقى رينير عروضًا من يو إف سي و[[بطولة ون]، وقرر الانضمام إلى الأخيرة بسبب شروطها الأفضل.

### يو إف سي
في 24 سبتمبر 2024، أُعلن أن دي ريدر قد وقع مع يو إف سي.
واجه دي ريدر جيرالد ميرشارت في 9 نوفمبر 2024 في حدث يو إف سي ليلة القتال 247. فاز بالنزال من خلال خنق مثلث الذراع في الجولة الثالثة.
واجه دي ريدر كيفن هولاند في 18 يناير 2025، في حدث يو إف سي 311. فاز بالنزال من خلال الخنق الخلفي في الجولة الأولى.
واجه دي ريدر بطل المصارعة الجامعية في القسم الأول من الرابطة الوطنية لرياضة الجامعات ثلاث مرات بو نيكال في 3 مايو 2025 في حدث يو إف على إي إس بي إن 67. فاز بالضربة الفنية القاضية في الجولة الثانية بسبب ركبة في الجسم، ليصبح أول مقاتل يهزم نيكال في فنون القتال المختلطة. أكسبه هذا النزال أول مكافأة أداء الليلة في يو إف سي.
واجه دي ريدر بطل يو إف سي للوزن المتوسط السابق روبرت ويتيكر في الحدث الرئيسي في 26 يوليو 2025 من حدث يو إف سي على إيه بي سي 9. فاز في النزال بقرار القضاة المنقسم. سجلت 9 من أصل 16 وسيلة إعلامية النزال لصالح دي ريدر.
من المقرر أن يواجه دي ريدر أنتوني هيرنانديز في الحدث الرئيسي من حدث يو إف سي ليلة القتال 262 في 18 أكتوبر 2025.

## البطولات والإنجازات

### فنون القتال المختلطة
- يو إف سي
  - أداء الليلة (مرة واحدة) ضد بو نيكال[19]
- بطولة ون
  - بطولة ون للوزن المتوسط (مرة واحدة)
    - دفاعان ناجحان

  - بطولة ون لوزن خفيف الثقيل (مرة واحدة)
  - أداء الليلة (مرتين) ضد كيامريان عباسوف وفيتالي بيغداش[24][25]
  - إخضاع الليلة (ضد فان رونغ في حدث ون: صعود البطل)
  - قتال الليلة (ضد لياندرو أتايدس في حدث ون: قانون المحارب)
  - ثالث بطل مزدوج في تاريخ ون
  - 2020: إخضاع العام ضد أونغ لا نسانغ
  - 2022: إخضاع العام ضد فيتالي بيغداش في حدث ون 159[الإنجليزية]
  - [26]
  - 2024: المرتبة الثالثة في قتال العام ضد أناتولي ماليخين[27]
- بطولة هيت القتالية
  - بطولة هيت القتالية للوزن المتوسط (مرة واحدة)
- 360 بروموشن
  - بطولة 360 بروموشن للوزن المتوسط (مرة واحدة)

## سجل فنون القتال المختلطة
| السجل المهني |        |         |
| 23 نزال      | 21 فوز | 2 خسارة |
| ضربة قاضية   | 5      | 2       |
| إخضاع        | 13     | 0       |
| قرار القضاة  | 3      | 0       |

| النتيجة | السجل | الخصم                | الطريقة                              | الحدث                                          | التاريخ        | الجولة | الوقت | المكان                                  | الملاحظات                                                  |
| ------- | ----- | -------------------- | ------------------------------------ | ---------------------------------------------- | -------------- | ------ | ----- | --------------------------------------- | ---------------------------------------------------------- |
| فاز     | 21–2  | روبرت ويتيكر         | قرار القضاة (بالانقسام)              | يو إف سي على إيه بي سي: ويتيكر ضد دي ريدر      | 26 يوليو 2025  | 5      | 5:00  | أبو ظبي، الإمارات العربية المتحدة       |                                                            |
| فاز     | 20–2  | بو نيكال             | ضربة فنية قاضية (بالركبتين)          | يو إف سي على إي إس بي إن: ساندهاغن ضد فيغيريدو | 3 مايو 2025    | 2      | 1:53  | دي موين، آيوا، الولايات المتحدة         | أداء الليلة.                                               |
| فاز     | 19–2  | كيفن هولاند          | إخضاع (خنق خلفي)                     | يو إف سي 311                                   | 18 يناير 2025  | 1      | 3:31  | إنغليووود، كاليفورنيا، الولايات المتحدة |                                                            |
| فاز     | 18–2  | جيرالد ميرشارت       | إخضاع (خنق مثلث الذراع)              | يو إف سي ليلة القتال: ماغني ضد براتيس          | 9 نوفمبر 2024  | 3      | 1:44  | لاس فيغاس، نيفادا، الولايات المتحدة     | عاد للوزن المتوسط.                                         |
| فاز     | 17–2  | ماغوميد مراد خاساييف | ضربة فنية قاضية (باللكمات)           | محاربو الإمارات 51                             | 27 يوليو 2024  | 1      | 2:24  | أبو ظبي، الإمارات العربية المتحدة       |                                                            |
| خسر     | 16–2  | أناتولي ماليخين      | ضربة فنية قاضية (بالانسحاب)          | ون 166                                         | 1 مارس 2024    | 3      | 1:16  | لوسيل، قطر                              | خسر لقب بطولة ون للوزن المتوسط (205 رطل).                  |
| خسر     | 16–1  | أناتولي ماليخين      | ضربة قاضية (باللكمات)                | ون على برايم فيديو 5                           | 3 ديسمبر 2022  | 1      | 4:35  | باساي، الفلبين                          | خسر لقب بطولة ون لوزن خفيف الثقيل (225 رطل).               |
| فاز     | 16–0  | فيتالي بيغداش        | إخضاع فني (خنق المثلث المقلوب)       | ون 159                                         | 22 يوليو 2022  | 1      | 3:29  | كالانغ، سنغافورة                        | دافع عن لقب بطولة ون للوزن المتوسط (205 رطل). أداء الليلة. |
| فاز     | 15–0  | كيامريان عباسوف      | إخضاع (خنق مثلث الذراع)              | ون: الدائرة الكاملة                            | 25 فبراير 2022 | 3      | 0:57  | كالانغ، سنغافورة                        | دافع عن لقب بطولة ون للوزن المتوسط (205 رطل). أداء الليلة. |
| فاز     | 14–0  | أونغ لا نسانغ        | قرار القضاة (بالإجماع)               | ون على تي إن تي 4                              | 28 أبريل 2021  | 5      | 5:00  | كالانغ، سنغافورة                        | فاز بلقب بطولة ون لوزن خفيف الثقيل (225 رطل).              |
| فاز     | 13–0  | أونغ لا نسانغ        | إخضاع (خنق خلفي)                     | ون: داخل المصفوفة                              | 30 أكتوبر 2020 | 1      | 3:26  | كالانغ، سنغافورة                        | فاز بلقب بطولة ون للوزن المتوسط (205 رطل).                 |
| فاز     | 12–0  | لياندرو أتايدس       | قرار القضاة (بالإجماع)               | ون: قانون المحارب                              | 7 فبراير 2020  | 3      | 5:00  | جاكرتا، إندونيسيا                       |                                                            |
| فاز     | 11–0  | جيلبرتو جالفاو       | ضربة قاضية (بالركبتين)               | ون: المهمة الأسطورية                           | 15 يونيو 2019  | 2      | 0:57  | شانغهاي، الصين                          |                                                            |
| فاز     | 10–0  | فان رونغ             | إخضاع فني (خنق برابو)                | ون: صعود البطل                                 | 25 يناير 2019  | 1      | 1:15  | باساي، الفلبين                          | العودة إلى وزن خفيف الثقيل.                                |
| فاز     | 9–0   | وارن أليسون          | إخضاع (خنق خلفي)                     | إي إف سي 67                                    | 10 مارس 2018   | 1      | 2:00  | جوهانسبرغ، جنوب إفريقيا                 |                                                            |
| فاز     | 8–0   | شوتا جفاساليا        | إخضاع (خنق خلفي)                     | هيت-إف سي 4                                    | 21 أكتوبر 2017 | 1      | 3:55  | هورغن، سويسرا                           | فاز بلقب بطولة هيت للوزن المتوسط.                          |
| فاز     | 7–0   | جواد ايكان           | إخضاع (الضغط على الذراع)             | رابطة القتال العالمية إم إم إيه 1              | 27 مايو 2017   | 1      | غ/م   | ألمير، هولندا                           |                                                            |
| فاز     | 6–0   | لامين طالبي          | إخضاع (خنق خلفي)                     | 360 بروموشن: الإرادة                           | 8 أبريل 2017   | 3      | 0:41  | برابانت والون، بلجيكا                   | فاز ببطولة 360 للوزن المتوسط الشاغرة.                      |
| فاز     | 5–0   | ماركوس برودل         | ضربة فنية قاضية (باللكمات)           | سوبيريور إف سي 16                              | 11 مارس 2017   | 2      | 0:51  | دارمشتات، ألمانيا                       | أول ظهور في الوزن المتوسط.                                 |
| فاز     | 4–0   | ألكسندر هاينريش      | ضربة فنية قاضية (بالركبتين واللكمات) | سوبيريور إف سي 15                              | 29 أكتوبر 2016 | 1      | 4:52  | روسلسهايم أم ماين، ألمانيا              |                                                            |
| فاز     | 3–0   | ميكايليس إفستراتيو   | إخضاع (خنق مثلث الذراع)              | سوبيريور إف سي 14                              | 21 مايو 2016   | 1      | 1:32  | دورن، ألمانيا                           |                                                            |
| فاز     | 2–0   | رينيه هوب            | إخضاع (الضغط على الذراع)             | روستوكير وبينيفيز: 2 في 1 ليلة القتال          | 10 أكتوبر 2015 | 2      | 1:54  | روستوك، ألمانيا                         |                                                            |
| فاز     | 1–0   | ماركو ويست           | إخضاع (خنق المثلث)                   | غلاديايتر إف سي 2                              | 1 يونيو 2013   | 1      | 4:09  | لاودا-كونيغسهوفن، ألمانيا               | أول ظهور في وزن خفيف الثقيل.                               |

## سجل مصارعة الإخضاع
| النتيجة | السجل | الخصم         | الطريقة              | الحدث             | الفئة     | التاريخ      | الموقع                     |
| ------- | ----- | ------------- | -------------------- | ----------------- | --------- | ------------ | -------------------------- |
| خسارة   | 0–1–1 | تاي روتولو    | قرار (بالإجماع)      | ون ليلة القتال 10 | وزن متوسط | 5 مايو 2023  | بورمفيلد، الولايات المتحدة |
| تعادل   | 0–0–1 | أندريه جالفاو | تعادل (انتهاء الوقت) | ون: إكس           | نزال خارق | 26 مارس 2022 | كالانغ، سنغافورة           |

## الملاحظات
1. ↑  تشير بطولة ون إلى فئتها التي يبلغ وزنها 225 رطلاً باعتبارها وزن خفيف الثقيل، ولكن بموجب رابطة لجان الملاكمة في الولايات المتحدة، يعتبر وزن 225 رطل وزن كروزر.
2. ↑  تشير بطولة ون إلى فئتها التي يبلغ وزنها 205 رطل باعتبارها وزن متوسط، ولكن وفقًا لرابطة لجان الملاكمة في الولايات المتحدة، يُعتبر وزن 205 رطل وزن خفيف الثقيل.
3. ↑  تشير بطولة ون إلى فئتها التي يبلغ وزنها 185 رطلاً باسم وزن الويلتر، ولكن بموجب رابطة لجان الملاكمة في الولايات المتحدة، يعتبر وزن 185 رطل الوزن المتوسط.

## وصلات خارجية
- رينير دي ريدر على موقع يو إف سي (الإنجليزية)
- رينير دي ريدر على موقع شيردوغ (الإنجليزية)
- رينير دي ريدر على موقع Tapology.com (الإنجليزية)

| الجوائز و الإنجازات | الجوائز و الإنجازات                                                      | الجوائز و الإنجازات  |
| ------------------- | ------------------------------------------------------------------------ | -------------------- |
| سبقه أونغ لا نسانغ  | البطل الرابع لبطولة ون للوزن المتوسط 30 أكتوبر 2020 – 1 مارس 2024        | تبعه أناتولي ماليخين |
| سبقه أونغ لا نسانغ  | البطل الثالث لبطولة ون للوزن الثقيل الخفيف 28 أبريل 2021 – 3 ديسمبر 2022 | تبعه أناتولي ماليخين |